# Flush
Flush – pierwszy singiel z debiutanckiego albumu Save Me from Myself amerykańskiego muzyka rockowego Briana „Heada” Welcha. Utwór pierwszy raz został wyemitowany 27 czerwca 2008 roku. Singiel został wypuszczony 5 lipca na festiwalu Cornerstone Festival, a później jako download, 8 lipca, przez sklep iTunes Store.

## Interpretacja
Podczas opowiadania o utworze na Cornerstone Festival, Head wyjaśnił znaczenie „Flush” (ang. spłukiwać”). „Zagram mój pierwszy singiel zatytułowany ‘Flush’. Jest on o spłukiwaniu całego rupiecia w życiu w toalecie, o nowym początku. Ostateczne przesłanie piosenki to 'chodź, wstań, zmień się’ i to właśnie zrobiłem, a to dopiero początek...”.

## Inspiracje
W książeczce dołączonej do digital singla, Brian wyjaśnia, co go zainspirowało instrumentalnie. „'Flush’ właściwie powstał przez przypadek. Latem 2005 roku przeszedłem przez ten zwariowany okres, kiedy napisałem prawie czterdzieści piosenek w ciągu czterdziestu dni. Czy były one dobre, czy nie, jest sprawą gustu, ale właśnie wtedy powstał ‘Flush’. Byłem około dziesięciu dni w tym czterdziestodniowym okresie kiedy właśnie skończyłem pisać piosenkę zatytułowaną „Save Me from Myself”. Bardzo chciałem wrócić do domu po całym dniu pracy nad piosenką, ale zgubiłem klucz do studia i zamknąłem się w środku. Kiedy czekałem na znajomego, który miał przynieść klucz, zacząłem myśleć o tym jak szalone było to, że cała ta muzyka wypływała ze mnie, wtedy nagle pomyślałem: „Wrócę do środka, wezmę keyboard i cokolwiek zagrają moje dłonie, zrobię z tego piosenkę.” Wiedziałem, że brzmi to dziwnie, ale od kiedy tak dobrze szło mi pisanie piosenek, postanowiłem zobaczyć, czy to zbliżenie zatrzymałoby wypływanie kreatywnych treści. Nie zrobiło tego. Pamiętam jak głośno wypowiadałem: „Boże, daj mi szalony riff”. Kiedy moje ręce uderzyły klawisze, natychmiast zagrałem wstępny riff do ‘Flush’. To było niezłe i pokochałem to! Napisałem utwór na keyboard, ale wiedziałem, że brzmiałoby o wiele potężniej jeżeli dołożyłbym do tego mocno zniekształcone gitary. Po nagraniu pomysłu, wstrząsnąłem głową i zaśmiałem się, bo napisałem tak świetny riff bez najmniejszego wysiłku”.
Welch skomentował również dźwięk wymiotowania we wstępie do utworu. „By uzyskać dźwięk wymiotowania, przywlekliśmy mikrofon i postawiliśmy go w studyjnej łazience i po przyrządzeniu dużej miski gęstego płynu (z ogórkami kiszonymi), nagrałem najlepsze przedstawienie mojego życia... wymiotowanie do toalety. Moja mama będzie dumna”.

## Lista utworów

### CD
1. „Flush” (Radio edit) – 4:15
2. „Flush” (Wersja z wymiotowaniem) – 4:15

### Download
1. „Flush” – 4:44

## Teledysk
Teledysk do „Flush” ma być wypuszczony we wrześniu 2008 roku razem z debiutanckim albumem Heada. Zgodnie z tym, co Welch napisał w swoim profilu na MySpace, nagrywanie klipu miało miejsce pierwszego tygodnia sierpnia.

## Wykonawcy
- Brian Welch – wokal, gitary, producent
- Tony Levin – gitara basowa
- Archie J. Muise, Jr. – gitara rytmiczna
- Josh Freese – perkusja
- Steve Dalaportas – producent
- Ralph Patlan – mikser
- Carlos Castro – inżynieria
- Randy Emata – edycja, efekty dźwiękowe
- Alonso Murillo – fotografie, ilustracje
- Dave Shirk – mastering